# Knife Party
A Knife Party nevű ausztrál dubstep/elektromos zenei duó 2011-ben alakult meg Perth-ben. Az együttest a Pendulum tagjai, Rob Swire és Gareth McGrillen alapították. Több egyéb elektromos zenei társulattal/előadóval is dolgoztak, például Swedish House Mafia, Tom Morello, I See MONSTAS, Steve Aoki, Foreign Beggars.

## Története
Rob és Gareth már a Knife Party, illetve a Pendulum előtt is ismerték egymást, több, kisebb és ismeretlen zenekarban játszottak. 2002-ben végül megalapították a Pendulumot, az ausztrál Perth államban. A Knife Party eleinte csak mellék-projektként alakult, de végül komoly együttessé nőtte ki magát. Nevüket a Deftones zenekar ugyanilyen című számáról kapták. A név eleinte felháborodást váltott ki az emberekből, mert azt hitték, hogy a bandatagok szeretnek késelni, de ezt a tagok tagadták; elmondásuk szerint "nagyjából annyi közük van a késeléshez, mint a Swedish House Mafianak a szervezett bűnözéshez". Legelső középlemezük 2011-ben jelent meg, a Warner Bros. Records gondozásában. Második EP-jük egy évvel később került a boltok polcaira, 2012-ben, ezúttal az Earstorm és a Big Beat kiadóktól. 2013-ban már harmadik középlemezükkel rukkoltak elő, amelyet szintén az EarStorm és a Big Beat dobott piacra. 2014-ben a zenekar legelső stúdióalbuma is megjelenésre került, az EarStorm, Big Beat, Warner Bros. Records kiadóktól. 2015-ben egy újabb középlemezt is megjelentettek, majd 2016-ban került a boltok polcaira az együttes ötödik EP-je is.
A tagok a Nuendo alkalmazással hozzák létre zenéjüket. Az "Internet Friends" című daluk különösen népszerűnek számít.

## Diszkográfia
- 100% No Modern Talking (EP, 2011)
- Rage Valley (EP, 2012)
- Haunted House (EP, 2013)
- Abandon Ship (stúdióalbum, 2014)
- Trigger Warning (EP, 2015)
- Battle Sirens (EP, 2016)